# Cláudio Roberto Souza
Cláudio Roberto Souza, född den 14 oktober 1973, är en brasiliansk friidrottare som tävlar i kortdistanslöpning.
Souzas främsta meriter har kommit i stafett. Han var med vid Olympiska sommarspelen 2000 i det brasilianska laget över 4 x 100 meter som vann silver bakom USA. Tiden, 37,90 sekunder, innebar ett nytt sydamerikanskt rekord. Souza sprang bara i försöken och resten av laget bestod av Édson Ribeiro, Vicente de Lima, Claudinei da Silva och André Domingos da Silva.
Vid VM i Paris 2003 sprang Souza med Ribeiro, Vicente de Lima och da Silva, samtliga OS-medaljörer från 2000. Laget sprang in på tredje plats men har i efterhand flyttats upp till silverplatsen sedan Storbritanniens lag diskats för dopning (Dwain Chambers).
Förutom meriterna i stafett har Souza individuellt som bäst varit i kvartsfinal vid ett internationellt mästerskap. Både vid VM 2003 och vid Olympiska sommarspelen 2004 var han i kvartsfinal på 200 meter men lyckades inte ta sig vidare till finalen. 

## Personliga rekord
- 100 meter - 10,19
- 200 meter - 20,24